# María Dimitriádi
María Dimitriádi (en grec moderne : Μαρία Δημητριάδη), née le 11 avril 1950 à Athènes et morte le 7 janvier 2009 dans la même ville, est une chanteuse grecque.
Elle devient célèbre dans les années 1970 pour ses interprétations des compositions de Yánnis Markópoulos (en), Mános Hadjidákis ou Thános Mikroútsikos ainsi que de musique classique.

## Biographie

### Mort
Elle meurt le 7 janvier 2009 d'une maladie pulmonaire rare[réf. nécessaire].